# Zita Seabra
Pour les articles homonymes, voir Zita et Seabra.
 (novembre 2016).
Si vous disposez d'ouvrages ou d'articles de référence ou si vous connaissez des sites web de qualité traitant du thème abordé ici, merci de compléter l'article en donnant les références utiles à sa vérifiabilité et en les liant à la section « Notes et références ».
Zita Seabra, née le 25 mai 1949 à Coimbra, est une femme politique portugaise.

## Biographie
Elle adhère au Parti communiste portugais en 1966, avant même ses 18 ans, et était "controlière" de l'UEC (en portugais : União dos Estudantes Comunistas - Union des Étudiants Communistes) avant et après la révolution des œillets. Elle est élue députée, entre 1980 et 1987 pour Lisbonne et Aveiro et en 1983 est élue pour la Commission Politique du Comité Central du PCP, au dixième congrès du parti.
En 1982, elle est responsable pour la présentation au parlement de législation au sujet de l'avortement et est assignée par le parti pour la création du PEV (en portugais : Partido Ecologista "Os Verdes" - Parti Écologiste "Les Vertes").
Elle quitte le PCP avant la chute des régimes communistes, et est la dissidente la plus connue du parti à cause de ses critiques qu'elle a formulées, ce qui a entrainé son expulsion, en 1988, d'abord de la Commission Politique, puis du Comité Central. Encore en 1988, elle publie le livre : Le nom des choses : réflexion en temps de changement, qui a eu sept éditions jusqu'à l'année suivante. En 1989, elle couvre pour le journal Expresso les premières élections libres en Union Soviétique.
Elle coordonne le Secrétariat National pour l'Audiovisuel en 1993, année où elle devient présidente de l'Institut Portugais du Cinéma. De 1994 à 1995, elle est présidente de l'Institut Portugais de l'art cinématographique et audiovisuel.
Rédacteur en Quetzal, était administratrice et rédacteur-directrice de Bertrand et maintenant est présidente du conseil d'administration rédacteur-directrice d'Alêtheia, qu’elle a également fondé. 
En 2005 elle est élue députée pour Coimbra et nommée vice-présidente du Groupe Parlementaire du Parti social-démocrate.

## Livres
- O Nome das Coisas (Le Nom des choses) (1988)
- Foi Assim (2007)